# 072型大型登陆舰
072型两栖登陆舰，北约代号Yukan class，或译“玉康”級/“玉坎”級。

## 设计
舰总长119米，宽约15米，型深约9米，吃水小于3米，舰重2541吨，满载排水量3385吨。动力装置为2台12E390V型柴油机，功率5294千瓦。平时乘员数约130人。 该舰能装载1个中型坦克连和1个步兵连。大舱面积超过700平方米，用作运输任务时，装载物资可达2000吨。最大航速超过18节。该型外观上最显著的特征就是武器众多。共布置了4门双联装57毫米舰炮和4门双联装25毫米舰炮。
1976年11月，首制舰在上海中华造船厂开工，1977年10月19日下水，1978年1月19日竣工，11月正式交付东海舰队使用，舷号927。首舰云台山号已于2012年9月由东海舰队转隶大连舰艇学院。2016年前后，二号舰928舰加装直升机甲板，517型对空搜索雷达，甲板起重机。据悉是为了配合南海造岛工程。
云台山舰，紫金山舰已于2020年7月在湛江南部战区某作战支援支队码头退役。

## 衍生型号
072Ⅱ型同072型基本相同，火炮的数量已经减少。由于北约认为其改动不足以单独成级，故该型也被叫做“玉康”级。
072Ⅲ型外观出现较大变化，舰首一门76式双37毫米炮，舰桥前两门76式双37毫米炮。 舰尾加装直升机甲板。拥有了搭载直升机的能力，使具备立体登陆方式的条件。北约将此型舰命名为“玉亭”级。 
072A型登陆舰虽然其仍为072系列，但外观的简洁，线条的流畅，使其极具现代感。在武器方面，072A只在舰首保留一门双联装37毫米全自动舰炮。舰桥变为封闭式。